# Veronika Vrecionová

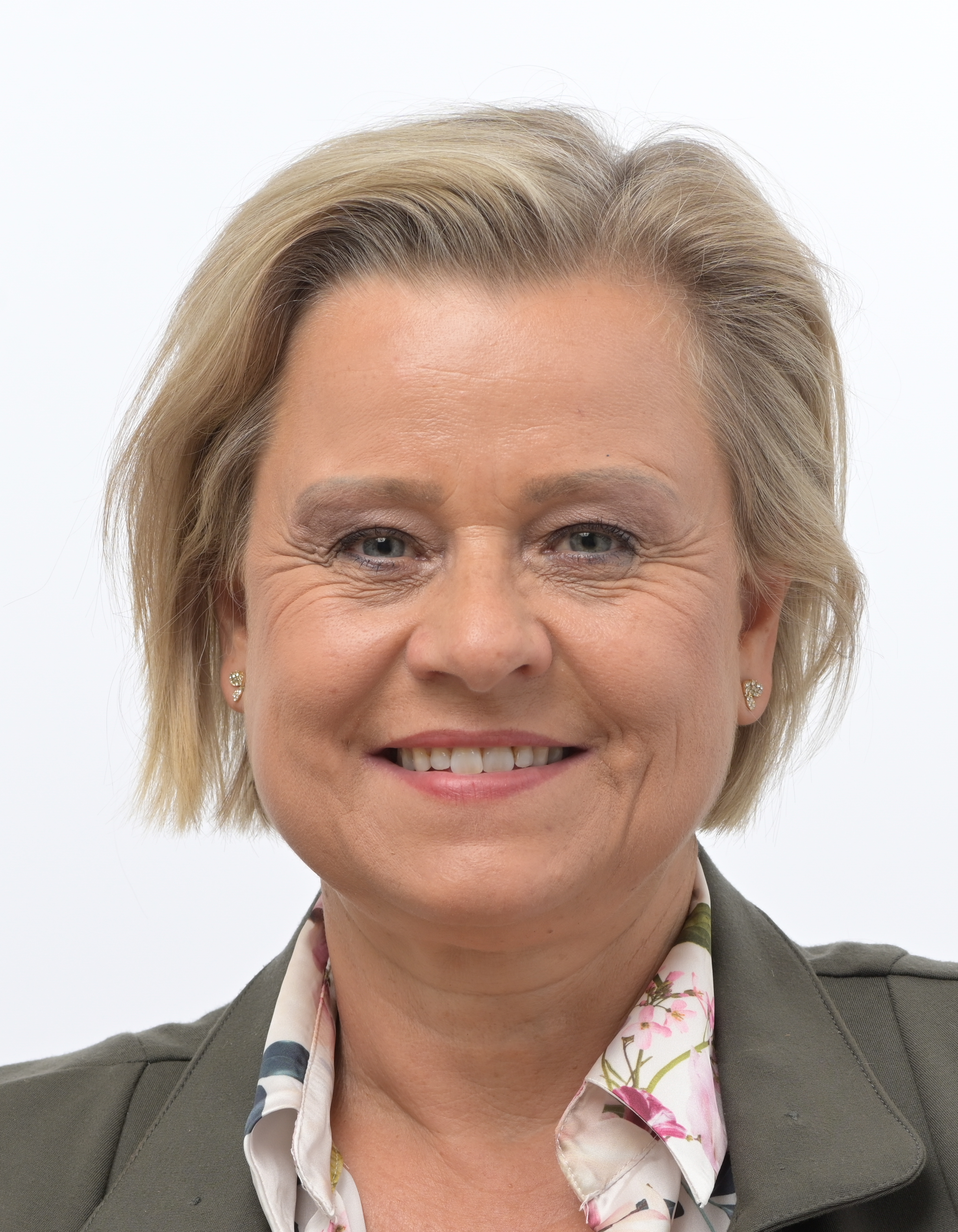
Veronika Vrecionová (2024)

Veronika Vrecionová (geboren am 8. September 1965 in České Budějovice) ist eine tschechische Politikerin (ODS). Die ehemalige Bürgermeisterin des Prager Vororts Přezletice war von 2010 bis 2016 Senatorin für den Wahlkreis Mělník, von 2017 bis 2019 war sie Mitglied des tschechischen Abgeordnetenhauses. Seit der Europawahl 2019 ist sie Mitglied des Europäischen Parlaments als Teil der EKR-Fraktion.

## Leben

### Ausbildung und berufliche Karriere
Vrecionová absolvierte ihren Schulabschluss am Gymnasium in Ohradni-Straße (heute Gymnázium Elišky Krásnohorské) im Prager Stadtteil Michle. Anschließend studierte sie von 1984 bis 1989 an der Handelsfakultät der Wirtschaftsuniversität in Prag und erlangte einen Abschluss als Wirtschaftsingenieurin. Ihre berufliche Tätigkeit begann sie als Sekretärin in der Kanzlei des damaligen tschechoslowakischen und späteren tschechischen Staatspräsidenten Václav Havel.
1993 begann sie selbständig als Beraterin im Bereich Wirtschaft und Werbung zu arbeiten und arbeitete für verschiedenste private Unternehmen. Von 1994 bis 1999 war sie stellvertretende Leiterin der Stiftung Patriae. Von 1996 bis 1998 war sie stellvertretende Leiterin des Sekretariats der Stiftung Forum 2000. Vrecionová war die erste Vizepräsidentin von SPOV ČR, einer Nichtregierungsorganisation, die sich der Entwicklung des sozialen Lebens in ländlichen Gebieten widmet. Im Jahr 2017 wurde sie zu dessen Präsidentin gewählt.

### Politische Laufbahn in Tschechien

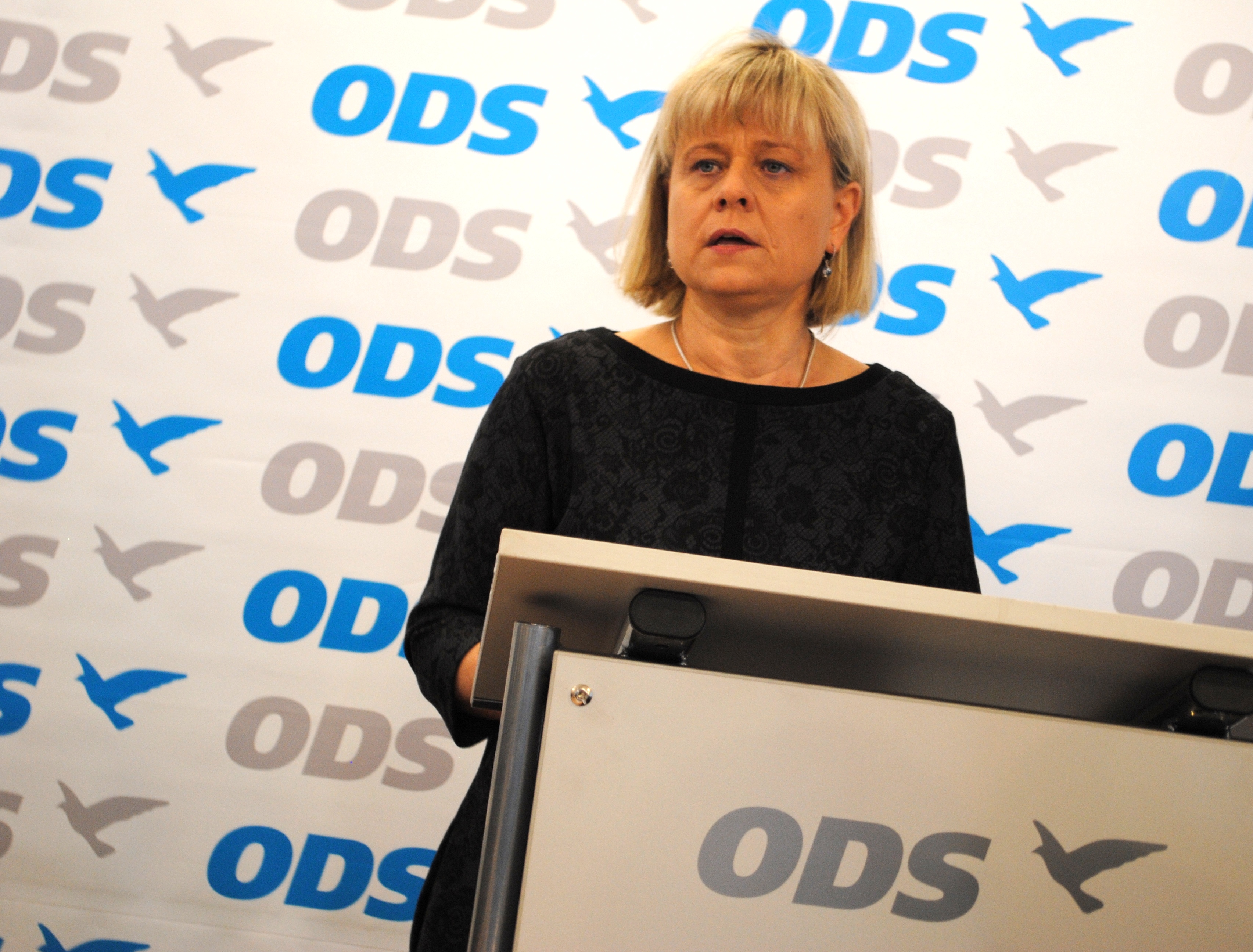
Veronika Vrecionová (2009)

2005 trat Vrecionová der liberal-konservativen Občanská demokratická strana (Demokratische Bürgerpartei, abgekürzt ODS) bei. Bei den Kommunalwahlen 2006 kandidierte sie erstmals für ein politisches Amt und wurde in den Gemeinderat des Prager Vororts Přezletice gewählt, dort amtierte sie von 2006 bis 2014 als Bürgermeisterin des Ortes. Sie gewann ihre Wiederwahl 2010. Bei den Kommunalwahlen 2014 verlor ihre Partei deutlich an Stimmen, sodass sie ihr Amt als Bürgermeisterin abgeben musste, blieb aber weiterhin im Gemeinderat. Das Mandat gab sie im Oktober 2016 auf. Sie wurde bei den Kommunalwahlen 2018 wieder in den Gemeinderat gewählt, gab das Mandat jedoch schon im Oktober 2018 wieder auf.
Abseits der Kommunalpolitik kandidierte Vrecionová 2008 für die Mittelböhmische Regionalversammlung, konnte jedoch auf 44. Listenplatz kein Mandat erreichen. Bei den Senatswahlen 2010 gelang es Vrecionavá im zweiten Wahlgang den Sozialdemokraten und mittelböhmischen Regionalrat Milan Němec zu besiegen und zog als Senatorin für den Wahlkreis Mělník ein. Im Senat war Vrecionavá stellvertretende Vorsitzende des Ausschusses für Wirtschaft, Landwirtschaft und Verkehr (2010 bis 2016). Des Weiteren war sie Mitglied der Unterausschüsse Verkehr (2010 bis 2012), Energie (als stellvertretende Vorsitzende, 2012 bis 2014) und Landwirtschaft (2014 bis 2016), sowie des ständigen Ausschusses für ländliche Entwicklung (2010 bis 2016) und Arbeit (2014 bis 2016).
Bei den Senatswahlen 2016 gewann sie zunächst mit 21,33 Prozent den ersten Wahlgang, konnte sich jedoch im zweiten Wahlgang nicht gegen STAN-Kandidaten Petr Holeček durchsetzen und verlor mit 36,35 Prozent zu 63,64 Prozent. Anschließend kandidierte sie für die Wahlen zum Abgeordnetenhaus 2017 und gewann ein Mandat für die ODS in der Region Mittelböhmen.

### Wechsel ins Europaparlament
2019 nominierte die ODS Vrecionavá für den dritten Platz der Wahlliste für die Europawahl 2019. Bei der Wahl gewann die ODS deutlich an Stimmen hinzu (plus 6,87 Prozent) und errang damit vier 21 tschechischen Mandate, darunter auch Vrecionavá, die selbst 8.460 Vorzugsstimmen erzielte. Sie trat gemeinsam mit ihren ODS-Parteikollegen der nationalkonservativen EKR-Fraktion bei und trat damit als Abgeordnete des tschechischen Abgeordnetenhauses zurück, Petr Bendl rückte für sie nach. Für die EKR-Fraktion ist Vrecionová Mitglied im Ausschuss für Landwirtschaft und ländliche Entwicklung. Des Weiteren ist sie stellvertretendes Mitglied im Ausschuss für regionale Entwicklung und im September 2020 eingerichteten Untersuchungsausschuss im Zusammenhang mit dem Schutz von Tieren beim Transport. Seit März 2020 ist Vrecionavá Mitglied des Fraktionsvorstandes der EKR.
Bei der Europawahl 2024 konnte sie ihr Mandat verteidigen. Im Juli 2024 wurde sie Vorsitzende des Landwirtschaftsausschusses.

### Politische Ansichten

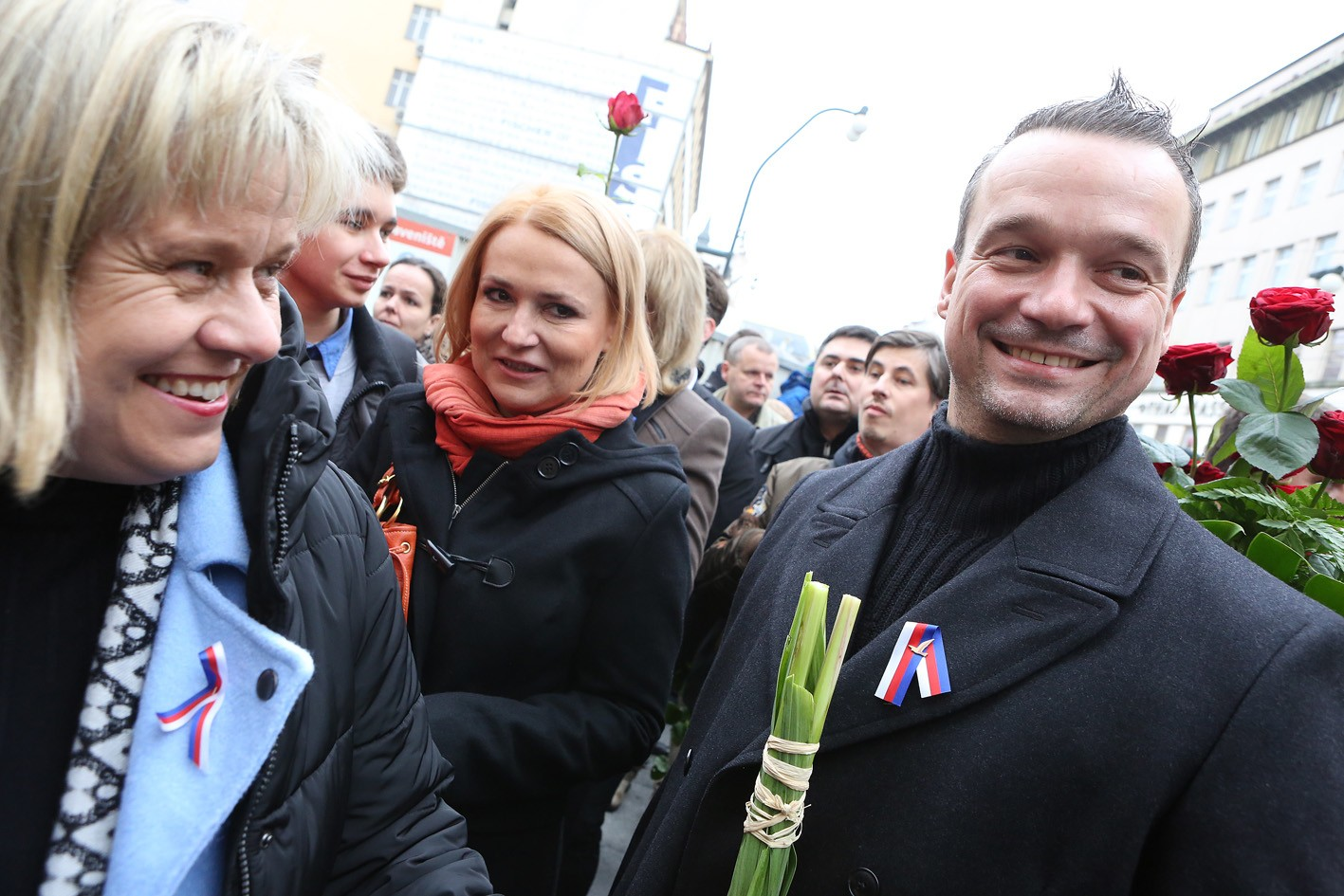
Vrecionavá (links) mit den ODS-Politikern Jana Černochová und Filip Humplík am 17. November 2014, dem Tag des Kampfes für Freiheit und Demokratie

Nach Vrecionovás eigenen Angaben liegt ihr Hauptaugenmerk auf der Landwirtschaft und dem ländlichen Raum, Bereiche, in denen die Europäische Union eine wichtige Rolle spiele, z. B. Subventionen, Bedingungen für die Bewirtschaftung von landwirtschaftlichen Flächen oder Naturschutz. Ihr Ziel sei es das Ansehen des ländlichen Raums und insbesondere des Landlebens zu verbessern.
Als Reaktion auf Greta Thunbergs emotionale Rede bei den Vereinten Nationen postete sie einen Tweet, in dem sie schrieb, dass sie es für Unfug hält, wenn jemand ein junges Mädchen für seine politischen Ziele missbrauche und junge Menschen auf der ganzen Welt verängstige. Dabei hob sie gleichzeitig den Umweltschutz als einen konservativen Wert hervor.

### Privat
Vrecionová ist verheiratet und Mutter zweiter Kinder. Veronika Vrecionová lebt in der Gemeinde Přezletice im Bezirk Prag-Ost (Okres Praha-východ).